# Johann Gabriel von Chasteler

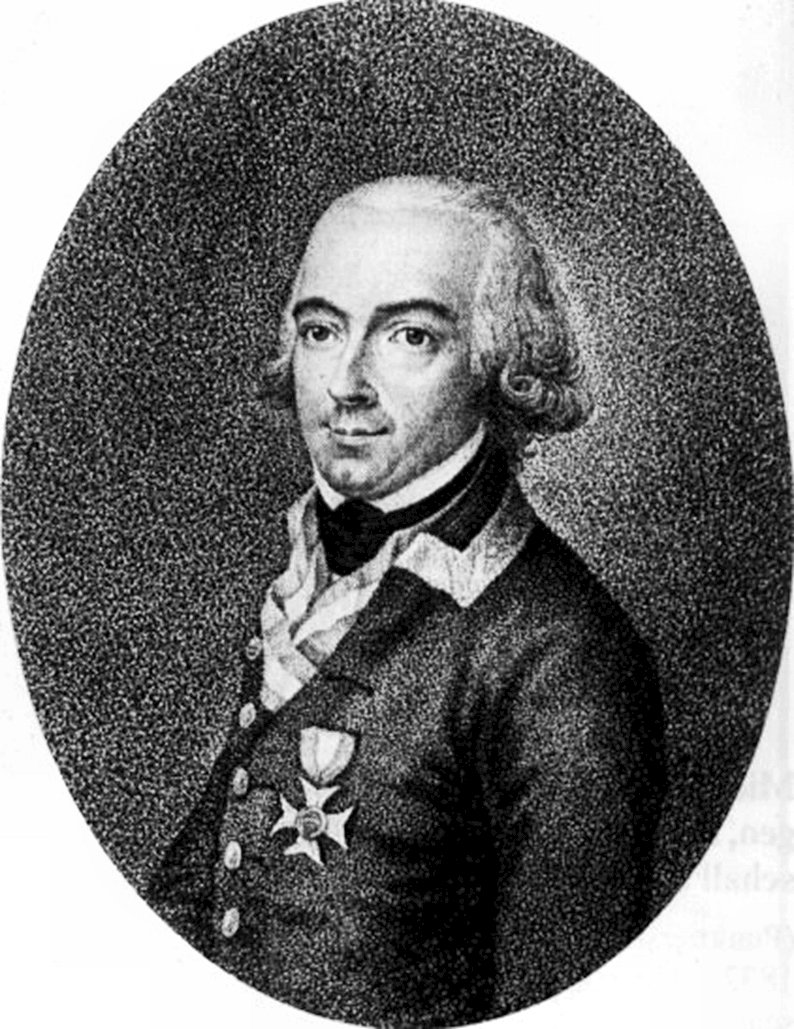
General von Chasteler

 Johann Gabriel Joseph Herbert Marquis de Chasteler de Moulbais et de Courcelles (* 22. Januar 1763 in Mons (Hennegau); † 10. Mai 1825 in Venedig) war ein österreichischer Feldzeugmeister, Inhaber des 1. Tiroler Jägerregiments und Komtur des Maria-Theresien-Ordens sowie einer der hervorragendsten Ingenieuroffiziere des österreichischen Heeres seiner Zeit.

## Leben
Chasteler begann 1776 seine militärische Laufbahn als 13-Jähriger Kadett im k.k. Infanterieregiment Carl Herzog von Lothringen Nr. 3 und besuchte ab 1778 die Ingenieurakademie in Wien. 1780 wurde er Unterleutnant und 1785 Hauptmann im Ingenieurkorps.
Im Türkenkrieg 1788/91 bewährte er sich als Ingenieur- und Generalstabsoffizier von großer Kühnheit. 1788 wurde er bei Chotyn verwundet. In der Schlacht bei Focșani (1. August 1789) erwarb er als Major den Maria-Theresia-Orden (23. Promotion vom 19. Dezember 1790). Ab 1792 nahm er als Oberstleutnant am Krieg gegen Frankreich in den Niederlanden teil, geriet bei Namur in französische Gefangenschaft, wurde 1793 wieder ausgetauscht und zeichnete sich bei Le Quesnoy, Valenciennes und schließlich bei Wattignies aus, wo er durch sechs Bajonettstiche verwundet wurde. 1794 war er an der Belagerung von Landrecies und am Entsatz von Charleroi beteiligt. Während der 13-monatigen Belagerung von Mainz durch französische Truppen (1794–95) machte er sich um die Verteidigung der Festungsstadt so verdient, dass er 1795 zum Oberst des Generalstabes befördert wurde.

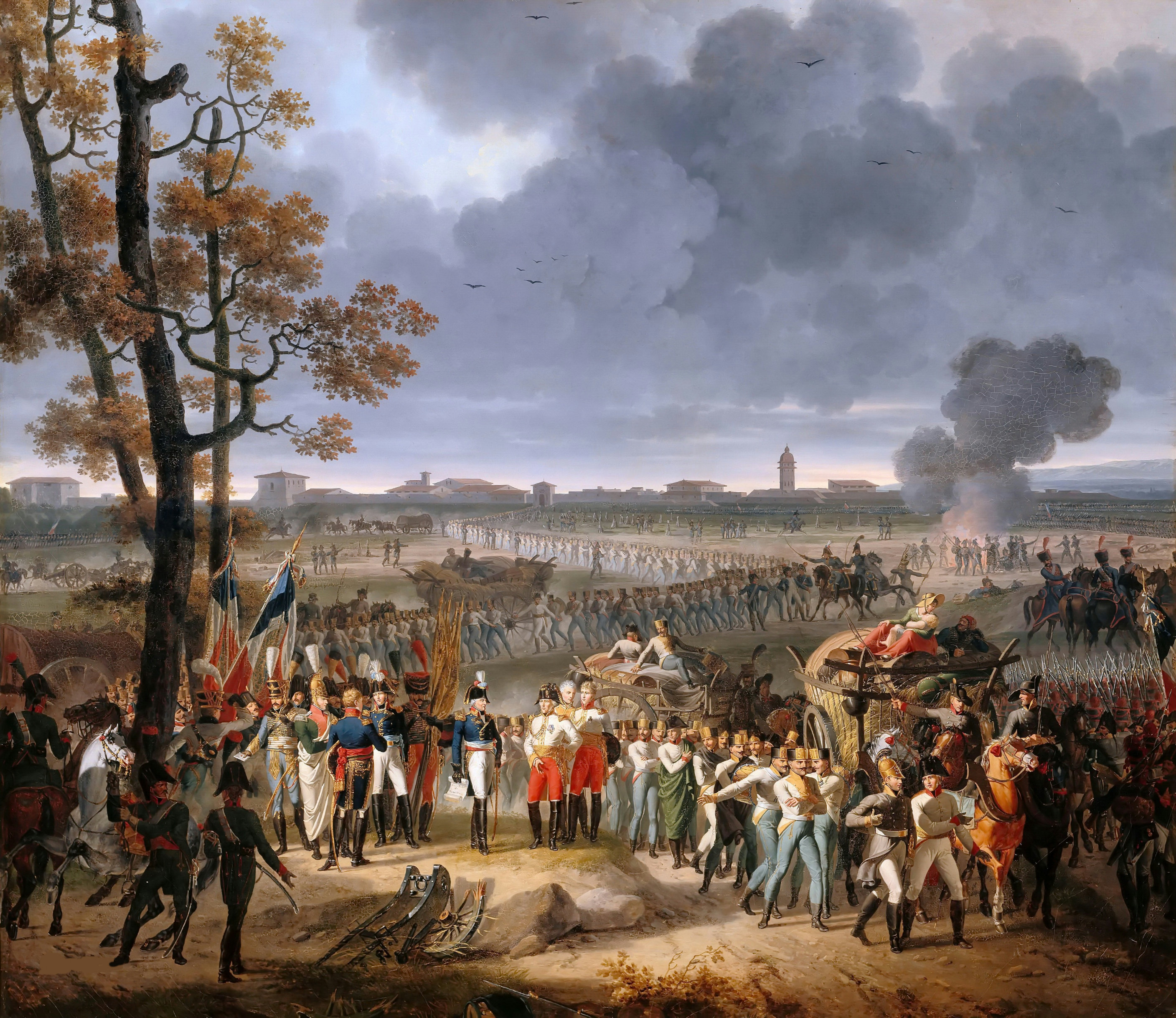
Die Übergabe von Mantua

1795–96 wurde er als Grenzkommissar in Polen verwendet. Mit seiner Ernennung zum Generalmajor am 24. April 1797 (Rang vom 1. Juni des Jahres), wurde er nach dem Frieden von Campo Formio mit der Markierung der neuen Grenze in Italien betraut. Im italienischen Feldzug von 1799 war er Generalquartiermeister des russisch-österreichischen Heeres unter Suworow in Oberitalien. Er trug zum Sieg Krays bei Verona bei, focht bei Cassano d’Adda (27. April) und an der Trebbia (17. Juni bis 19. Juni) und erhielt für die Forcierung der Adda bei Trezzo am 26. April das Kommandeurkreuz des Maria-Theresia-Ordens. Dann bewirkte er noch die Kapitulation von Mantua. Er wurde im Lauf dieser Jahre nicht weniger als vierzehnmal verwundet.
Ab dem Jahr 1800 war er maßgeblich an der Errichtung einer Landmiliz und damit einer effizienteren Landesverteidigung in Tirol beteiligt und avancierte mit Rang vom 10. Januar 1801 zum Feldmarschallleutnant. Im November 1801 erhielt er die Inhaberwürde des 1. Tiroler Jägerregiments, das er aus dem Tiroler Scharfschützenkorps und den wallonischen Le-Loup-Jägern gebildet hatte. Damals stand er auf dem Höhepunkt allgemeiner Anerkennung und galt als einer der besten Ingenieuroffiziere seiner Zeit.

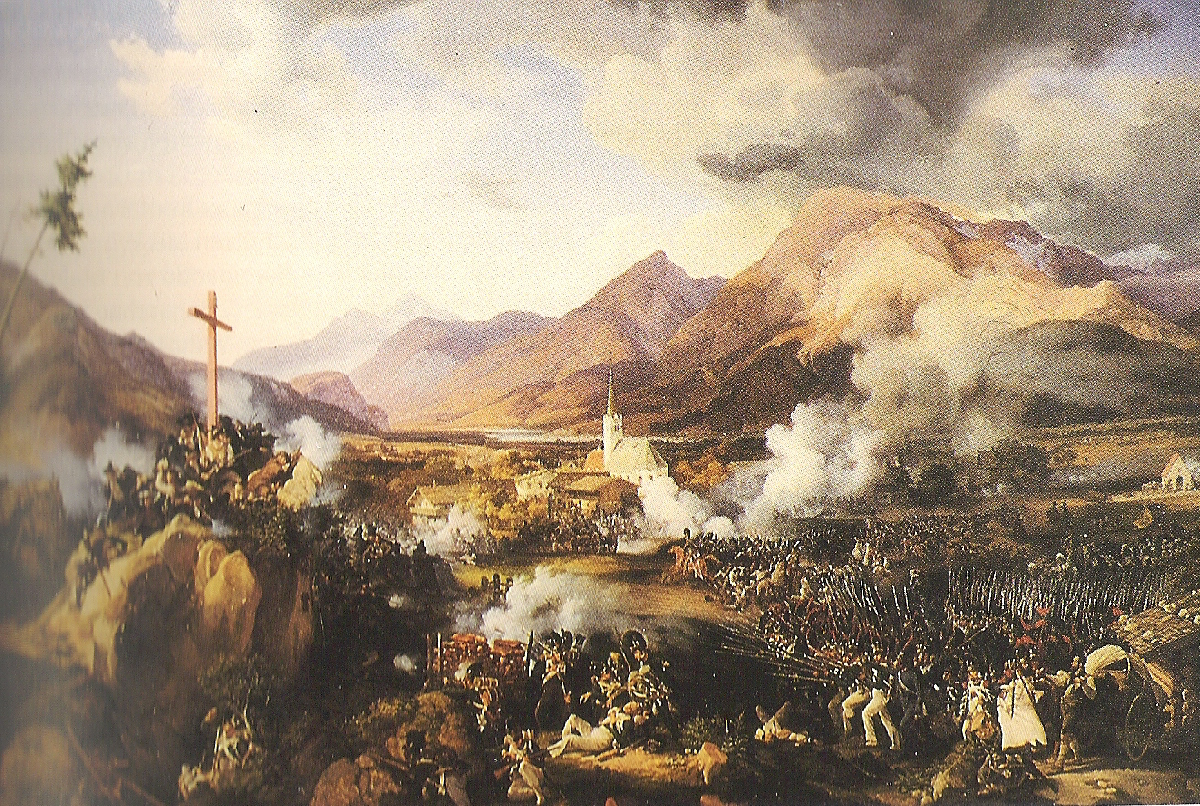
Schlacht bei Wörgl

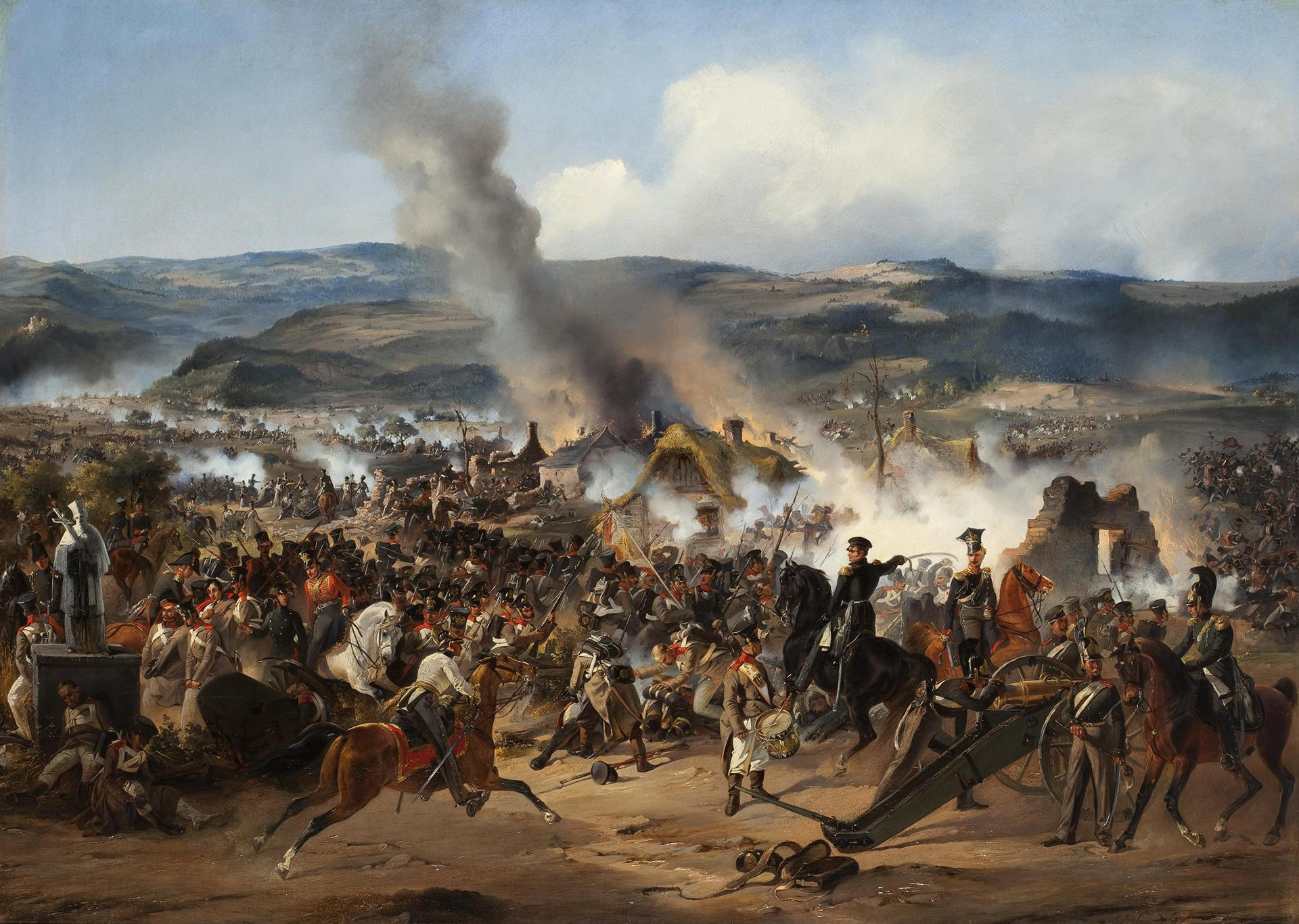
Schlacht bei Kulm

Chastelers Grab in Venedig

Tirol wurde durch den unglücklichen Gang des Krieges von 1805 in Mitleidenschaft gezogen. In diesem Krieg stand Chasteler als Befehlshaber einer Division in Nordtirol unter Kommando von Erzherzog Johann. Obwohl mit Vorteil auf der am meisten verteidigungsfähigen Linie gegen die von Norden vordringende bayerische Division des Generals Graf von Deroy gekämpft wurde, so konnte doch gegen die übrigen von Süden und Westen und von Salzburg vorgehenden französischen und bayerischen Heeresabtheilungen auf die Dauer nicht Widerstand geleistet werden. Bei St. Johann sammelte der General seine Truppen und trat über den Radstädter Tauern den Rückzug nach Klagenfurt an, um sich dort am 24. November mit dem Erzherzog zu vereinigen, welcher seine Stellung am Brenner geräumt hatte. Vor Abschluss des Preßburger Friedens gab es in dieser Gegend noch Gefechte mit dem von Süden anrückenden Korps Marschall Auguste Frédéric de Marmonts. Während 1806–1807 stand Ch. als Divisions-Commandeur in Graz, im darauffolgenden Jahre leitete er die Befestigungsarbeiten von Komorn, das er 1808 zu einem Hauptwaffenplatz ausbaute.
Nachdem Österreich Frankreich den Krieg erklärt hatte, rückte Chasteler als Oberkommandierender des 8. Armeecorps am 9. April 1809 mit 10 000 Soldaten bis Lienz vor. Mit Unterstützung der Tiroler Schützenkompanien gelang ihm die Befreiung des Landes von der bayerischen Herrschaft, so dass Chasteler am 15. April triumphierend in Innsbruck und am 20. April in Trient einmarschieren konnte. Chasteler übernahm die militärische Organisation, Freiherr Joseph von Hormayr die Verwaltung des Landes. Am 13. Mai erlitt Chasteler in der Schlacht bei Wörgl infolge taktisch unklugen Vorgehens gegen überlegene bayerische und französische Kräfte unter Führung des Marschalls François-Joseph Lefebvre eine empfindliche Niederlage. Napoleon ließ ihn als Anstifter der Tiroler Unruhen in contumaciam (in Abwesenheit) zum Tode verurteilen. Chasteler floh, zur Bestürzung der Tiroler, von den Feinden bedrängt, über Kroatien nach Ungarn.
Trotzdem trat der Marquis, nachdem er von 1811 bis 1812 als Territorial-Kommandant von Schlesien amtiert und 1813 die Verteidigungsarbeiten von Prag geleitet hatte, danach als Kommandierender General einer Reservedivision bei verschiedenen militärischen Auseinandersetzungen erfolgreich auf, so an der Spitze einer Grenadierdivision bei der Schlacht von Dresden am 26. und 27. August 1813 und der Schlacht bei Kulm am 29. und 30. des Monats. Er avancierte deshalb am 2. September 1813 zum Feldzeugmeister und stand für kurze Zeit als Militärcommandant in Troppau, sodann als Gouverneur von Theresienstadt. Als die Konvention missbilligt wurde, die Graf von Klenau mit dem französischen Marschall Marquis de Gouvion St. Cyr bezüglich der Kapitulation Dresdens am 11. November 1813 geschlossen hatte, übernahm er die Kommandantur in der Stadt nach Abzug der Franzosen. Beim Wiener Kongress wurde er als Berater beigezogen. 1815 wurde er zum Stadt- und Festungskommandanten von Venedig bestellt, was er bis an sein Lebensende blieb.
Der Theresienritter erwarb den erbländisch österreichischen Freiherrnstand zu Wien am 23. März 1813, mit Wappenbesserung zu Wien am 17. Juni 1814. Die Prävalierung seines französischen Marquistitels muss er bereits früher erhalten haben.
Trotz seiner extremen Kurzsichtigkeit war er in allen Handgriffen und Tätigkeiten der Pioniere geübt. Leidenschaftlich gern bediente er das Geschütz selbst. Er konnte sich in zwölf Sprachen verständigen. Zur Aussprache des Namens Chasteler sei erwähnt, dass Andreas Hofer in seinen Briefen stets die phonetische Schreibung „Schatlé“ verwendete.
Sein von Luigi Zandomeneghi geschaffenes Marmorgrabdenkmal mit lateinischer Inschrift in der Kirche San Zanipolo in Venedig ist noch heute dort zu sehen.

## Wappen

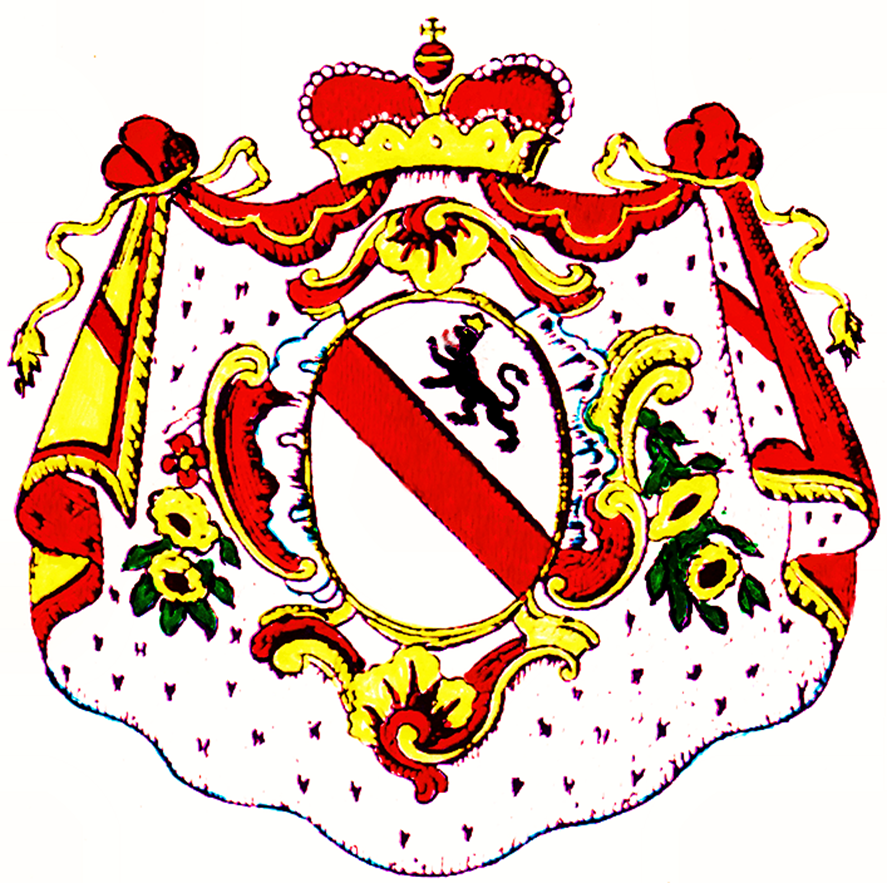
Wappen der Marquis de Chasteler, 18. Jh.

1814: Schild in Silber mit einem roten Schrägbalken, oben begleitet von einem gekrönten schwarzen klimmenden Löwen. Auf dem rot-silbern bewulsteten Helm zwei die Henkel einwärts kehrende Kannen schräggelehnt silbern-rot. Die Decken sind rot-golden. Die Schildträger sind rechts ein Engel, links ein widersehender Adler, am Hals ein Band.
Das Marquiswappen zeigt den Schild von einem Hermelinmantel umhüllt, darauf ein Fürstenhut, wohl ein Hinweis auf die Abstammung von den Herzögen von Châtelet.